# Hősi emlékmű (Dunakeszi)
Dunakeszi 1928-ban emelt „Hősök szobra” az I. világháborúban elesettek tiszteletére emelt emlékmű, amely a Szent István utca 29. szám alatt található.

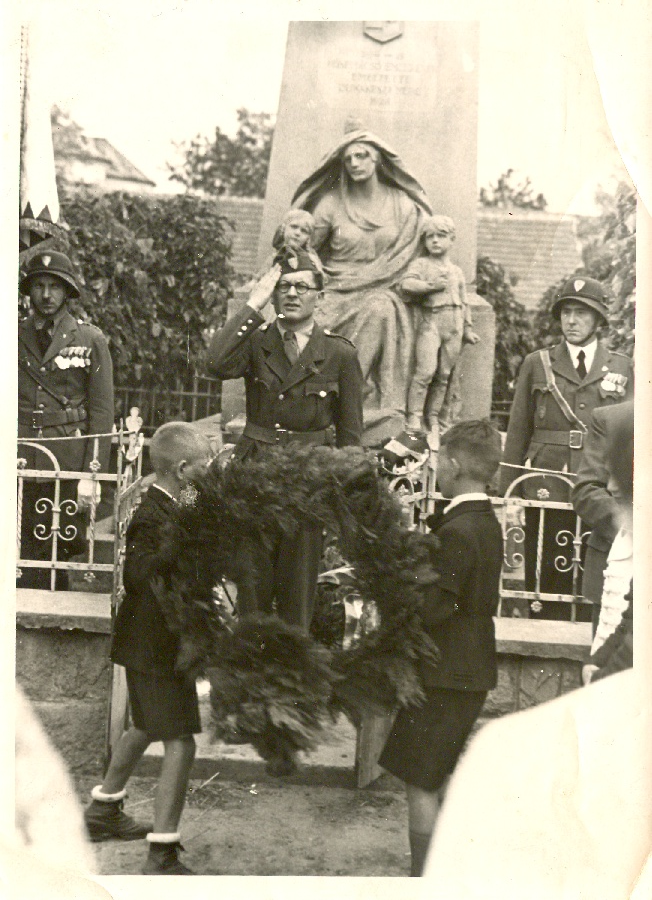
A dunakeszi Hősi emlékmű 1938-ban, a Hősök napján (Révész István Helytörténeti Gyűjtemény, RIHGY F VII/57.)

Dunakeszi község képviselő-testülete – K. László József községi bíró kezdeményezésére – 1928. január 10-én kötött szerződést Pongrácz Sziegfried és Reichenberger József szobrászművészekkel a falu hősi emlékművének elkészítésére. 
Az Hősök emlékműve két részből álló, mészkőből készült alkotás belül üreges. A felső részen látható sebesült katona a soha haza nem térő hősöket, az anya és a gyermekek pedig a hátrahagyott családokat szimbolizálják.
A katona a zászlót (nemzeti jelkép) és a kettős keresztet (nemzeti és keresztény jelkép) fogja kezében. A katona lábainál heverő tölgyfaágak az erőt szimbolizálják. A fiatal férfi katonai egyenruhában van, amelynek kidolgozása rendkívül finom (még a nadrágon lévő sújtások is kivehetők). Felsőruházatának gallérja nyitott, amivel erőt, fiatalos lendületet sugároz. Ugyanakkor – arckifejezése és a fején lévő kötés miatt – az az érzésünk támad szemlélésénél, hogy hamarosan meg fog halni.
Az alsó részen az özvegy anya öleli két árváját. A művészek helyi modellek alapján formálták meg a két árvát: a helyi, legendás tanítónő, Tóth Mária (Mariska) javaslatára az első osztályos Budai Jánosra és Kiss Arankára esett a választás. Az anya ruházata (lepel, eredetileg korona) szinte szent alakká teszik az özvegyet.

Az emlékmű középső részén a koronás címer látható, azt alatt lévő táblán pedig a következő szöveg olvasható:
„1914–1918 hősei dicső emlékének emeltette Dunakeszi népe 1928.”
Az emlékmű oldalán két márványtáblán 116 hősi halott neve olvasható.
Az emlékmű összköltsége 8500 pengő volt, amelyből 6244 pengő már rendelkezésre állt közadakozásból, további 1551 pengő pedig a földek haszonbér összegéből adódott. A hiányzó 705 pengőt az erre a célra rendezett előadásokból teremtették elő.
Az emlékművet nagy ünnepség keretében avatták fel 1928-ban, a „Hősök emléknapján”. Ettől kezdve minden évben itt emlékeztek a hősökre. A megemlékezés keretében a falusi lovasbandérium és a leventék is felvonultak. A dunakeszi, de még az alagi lakosok is nézték a menetet.
A rendszerváltás utáni első hősök napi megemlékezésre az 1990-es évek elején került sor. A Tóth Mariska Hagyományőrző Alapítvány Dunakeszi általános iskolás tanulóival 2008 óta minden májusban bensőséges ünnepség keretében megemlékezik a hősi halottakról.